# Zastęp
Zastęp – podstawowa jednostka organizacyjna drużyny harcerskiej. Przyjmuje się, że zastęp (w strukturach ZHP) powinien liczyć od 5 do 8 członków. Zastęp prowadzi zastępowy przy pomocy podzastępowego. Chłopcy i dziewczęta skupieni są w osobnych zastępach (wyjątek - tylko w koedukacyjnych drużynach ZHP - stanowi Zastęp Zastępowych, w którego skład wchodzą zarówno zastępowi i zastępowe).
Odpowiednikiem zastępu w gromadach zuchowych jest szóstka (od 4 do 8 osób, w gromadach pracujących systemem szóstkowym) lub gromadka (liczniejsza od szóstki, w gromadach pracujących w systemie zastępów zuchowych), a w niektórych drużynach wędrowniczych – patrol (patrolowy).
W drużynach wodnych i żeglarskich zastęp często nosi miano wachty. Nazwa pochodzi od zmiany, w której pełnili służbę marynarze na statkach, zwanej właśnie wachtą. W skład wachty zazwyczaj wchodzi od 4 do 10 harcerzy, bądź harcerek. Wachta prowadzona jest przez wachtowego.

## Atrybuty i obrzędowość zastępu
Podobnie jak w wypadku drużyn, zastępy posiadają swoje specyficzne cechy, odróżniające je od innych, oraz pozwalające jego członkom identyfikować się z grupą.
Tradycyjnie, każdy zastęp posiada swoją niepowtarzalną nazwę, związaną tematycznie z charakterem działalności lub nazwą drużyny. Ma ona wskazywać członkom cechy, na których rozwój powinni kłaść szczególny nacisk, a także stanowić podstawę pod specyficzną obrzędowość. Ponadto, zastęp może ustalić swój własny znak graficzny, jak godło, herb, totem bądź symbol, odnoszący się do nazwy zastępu.
W wielu drużynach i szczepach, ważnym symbolem suwerenności zastępu jest posiadanie przezeń własnego proporca, o wyglądzie ustalonym przez tradycję jednostki.
W zależności od środowiska i pomysłowości, zastępy mogą przybrać także inne oznaki, takie jak: specyficzny element umundurowania, piosenka (hymn), okrzyk, kronika, skarbiec (własność należącą wyłącznie do zastępu) czy przywitanie członków.

## Struktura wewnętrzna
Struktura zastępów i innych jednostek działających na jego prawach jest jednolita. Jest to niewielka grupa, posiadająca lidera w wieku podobnym do reszty, reprezentującego zastęp na forum rady drużyny, i dowodzącego zastępem.

### Zastępowy
Zastępowy jest odpowiedzialny za funkcjonowanie zastępu, przygotowuje i przeprowadza regularnie zbiórki a także pomaga harcerzom w zdobywaniu stopni i sprawności.
Zastępowymi zostają najczęściej harcerze, którzy posiadają już doświadczenie i wiedzę oraz uczestniczyli w kursie zastępowych i uzyskali stosowny patent. Zazwyczaj posiadają wyższy stopień harcerski i są starsi od harcerzy w swoim zastępie, dzięki czemu są postrzegani przez młodszych jako wzór do naśladowania, a to ułatwia zastępowemu przewodzenie grupą i spaja ją wokół jego osoby. Zastępowy musi odnaleźć się w grupie jako przywódca. To on zachęca swoich harcerzy do działania i tworzy dobrą atmosferę. Zastępowy jest członkiem rady drużyny, jak i również Zastępu Zastępowych.
Spośród innych członków grupy, zastępowego wyróżnia brązowy sznur funkcyjny z węzłem, noszony spod ramienia, przy lewej kieszeni munduru. W Stowarzyszeniu Harcerstwa Katolickiego Zawisza, którego członkowie nie stosują sznurów funkcyjnych, zastępowy ma naszyte dwie białe tasiemki na lewej kieszeni.

### Podzastępowy
Zastępowy wyznacza zazwyczaj swojego zastępcę, zwanego w zależności od tradycji środowiska podzastępowym, czołowym, a także młodszym zastępowym. Jest on prawą ręką zastępowego, zastępuje go w przypadku nieobecności, a nierzadko przygotowuje się do przejęcia w przyszłości przywództwa nad grupą. Może brać udział w zebraniach RD i ZZ.
Regulaminową metodą oznaczania podzastępowego w ZHP i ZHR jest brązowy suwak na szarym sznurze funkcyjnym noszonym spod ramienia. Mimo to, w niektórych środowiskach aby odróżnić go od innych funkcyjnych, oznacza się go w inny sposób (np. nie jednym, a dwoma suwakami). W FSE czołowi noszą na lewej kieszeni pojedynczą, białą tasiemkę przebiegającą pod krzyżem harcerskim.

### Inne funkcje
Zastępy mogą także w zależności od obrzędowości i aktualnych potrzeb, powoływać członków na inne funkcje, takie jak kronikarz, skarbnik, webmaster, chorąży czy sanitariusz. Funkcje te w ZHP oznacza się również brązowym suwakiem na szarym sznurze. W SHK inne funkcje oznaczane są plakietkami (inna dla każdej funkcji) naszytymi nad prawą kieszenią.